# Illa d'Ibo
L'illa d'Ibo és una petita illa de corall situada a la costa de la província de Cabo Delgado al nord de Moçambic.
L'illa té 10 km de llarg per cinc d'ample i està urbanitzat gairebé tota, allí s'hi trob la vila d'Ibo (vila do Ibo), capital del districte del mateix nom. Forma part del Parc Nacional de Quirimbas (Parque nacional das Quirimbas). Fou un port comercial musulmà on sembla que hi arribà Vasco da Gama en 1502. Els portuguesos fortificaren l'illa en 1609 i a finals del segle xviii hi construïren el Fort de São João, que encara hi és, i un port d'esclaus, el segon més important a la regió després de l'illa de Moçambic.